# Megachile ciliatipes
Megachile ciliatipes là một loài Hymenoptera trong họ Megachilidae. Loài này được Cockerell mô tả khoa học năm 1921.